# Hong Kong en los Juegos Paralímpicos de Nueva York y Stoke Mandeville 1984
Hong Kong estuvo representado en los Juegos Paralímpicos de Nueva York y Stoke Mandeville 1984 por un total de 25 deportistas, 14 hombres y 11 mujeres.

## Medallistas
El equipo paralímpico hongkonés obtuvo las siguientes medallas:
| Nombre         | Deporte                    | Evento                          |
| -------------- | -------------------------- | ------------------------------- |
| Oro            |                            |                                 |
| Mui Y. L.      | Atletismo                  | 1500 m 3 femenino               |
| Equipo         | Atletismo                  | 4 × 400 m 2-5 femenino          |
| Fung Yuet Wah  | Esgrima en silla de ruedas | Florete individual 4-5 femenino |
| Plata          |                            |                                 |
| Wong Y. M.     | Atletismo                  | 5000 m 3 femenino               |
| Equipo         | Atletismo                  | 4 × 200 m 2-5 femenino          |
| Wong           | Tenis de mesa              | Individual 4 femenino           |
| Wong           | Tenis de mesa              | Clase abierta 1B-4 femenino     |
| Equipo         | Tenis de mesa              | Equipo 4 femenino               |
| Bronce         |                            |                                 |
| Wong Y. M.     | Atletismo                  | 800 m 3 femenino                |
| Wong Y. M.     | Atletismo                  | 1500 m 3 femenino               |
| Mui Y. L.      | Atletismo                  | 5000 m 3 femenino               |
| Wong Y.        | Atletismo                  | 5000 m 5 femenino               |
| Equipo         | Atletismo                  | 4 × 100 m 2-5 femenino          |
| Equipo         | Esgrima en silla de ruedas | Florete por equipos femenino    |
| Equipo         | Esgrima en silla de ruedas | Espada por equipos masculino    |
| Cheung Stephen | Natación                   | 50 m braza B3 masculino         |
| Equipo         | Tenis de mesa              | Equipo 4 masculino              |